# Гунар Сьонстебю
Гунар Сьонстебю (на норвежки: Gunnar Sønsteby) е норвежки офицер, единственият награден с най-висшето норвежко военно отличие – Военен кръст с три меча.

## Биография
Той е роден на 11 януари 1918 година в Рюкан. След окупацията на Норвегия от Германия през 1940 година се включва в Норвежката съпротива, поддържа контакти с британското Управление за специални операции и е сред ръководителите на организацията в източната част на страната, достигайки звание капитан. След войната живее дълго време в Съединените щати.
Гунар Сьонстебю умира на 10 май 2012 година в Осло.